# Austria na Mistrzostwach Europy w Lekkoatletyce 2016
Austria na Mistrzostwach Europy w Lekkoatletyce 2016 – reprezentacja Austrii podczas Mistrzostw Europy w Amsterdamie liczyła 16 zawodników (8 mężczyzn i 8 kobiet).

## Występy reprezentantów Austrii

### Mężczyźni

#### Konkurencje biegowe
| Zawodniczka     | Konkurencja                | Eliminacje | Eliminacje | Półfinał | Półfinał | Finał    | Finał |
| Zawodniczka     | Konkurencja                | Rezultat   | Poz.       | Rezultat | Poz.     | Rezultat | Poz.  |
| --------------- | -------------------------- | ---------- | ---------- | -------- | -------- | -------- | ----- |
| Markus Fuchs    | bieg na 100 m              | 10.56      | 22.        | NQ       | NQ       | NQ       | NQ    |
| Andreas Vojta   | bieg na 1500 m             | 3:46.32    | 30.        | —        | —        | NQ       | NQ    |
| Brenton Rowe    | bieg na 5000 m             | —          | —          | —        | —        | 13:58.96 | 15.   |
| Dominik Hufnagl | bieg na 400 m przez płotki | 51.88      | 20.        | NQ       | NQ       | NQ       | NQ    |
| Edwin Kemboi    | półmaraton                 | —          | —          | —        | —        | 1:07:51  | 58.   |
| Lemawork Ketema | półmaraton                 | —          | —          | —        | —        | 1:05:10  | 20.   |
| Valentin Pfeil  | półmaraton                 | —          | —          | —        | —        | 1:09:34  | 71.   |

#### Dziesięciobój
| Zawodnik             | Konkurencja | 100 m | LJ   | SP    | HJ   | 400 m | 110H | DT  | PV  | JT  | 1500 m | Razem | Pozycja |     |
| -------------------- | ----------- | ----- | ---- | ----- | ---- | ----- | ---- | --- | --- | --- | ------ | ----- | ------- | --- |
| Dominik Distelberger | Wynik       | 10.91 | 7.20 | 13.05 | 1.86 | DNS   | DNF  | DNF | DNF | DNF | DNF    | DNF   | DNF     | DNF |
| Dominik Distelberger | Punkty      | 881   | 862  | 670   | 679  | —     | —    | —   | —   | —   | —      | —     | —       |     |

### Kobiety

#### Konkurencje biegowe
| Zawodniczka       | Konkurencja             | Eliminacje | Eliminacje | Półfinał | Półfinał | Finał    | Finał |
| Zawodniczka       | Konkurencja             | Rezultat   | Poz.       | Rezultat | Poz.     | Rezultat | Poz.  |
| ----------------- | ----------------------- | ---------- | ---------- | -------- | -------- | -------- | ----- |
| Stephanie Bendrat | bieg 100 m przez płotki | 13.17      | 10. q      | 14.00    | 23.      | NQ       | NQ    |
| Beate Schrott     | bieg 100 m przez płotki | DNS        | DNS        | NQ       | NQ       | NQ       | NQ    |
| Eva Wimberger     | bieg 100 m przez płotki | 13.43      | 22.        | NQ       | NQ       | NQ       | NQ    |
| Anita Beierl      | półmaraton              | —          | —          | —        | —        | 1:17:48  | 66.   |
| Andrea Mayr       | półmaraton              | —          | —          | —        | —        | 1:13:49  | 30.   |

#### Konkurencje techniczne
| Zawodniczka     | Konkurencja  | Eliminacje | Eliminacje | Finał    | Finał   |
| Zawodniczka     | Konkurencja  | Rezultat   | Pozycja    | Rezultat | Pozycja |
| --------------- | ------------ | ---------- | ---------- | -------- | ------- |
| Veronika Watzek | rzut dyskiem | 53.79      | 22.        | NQ       | NQ      |

#### Siedmiobój
| Zawodniczka    | Konkurencja | 110H  | HJ   | SP    | 200 m | LJ   | JT    | 800 m   | Razem | Pozycja |
| -------------- | ----------- | ----- | ---- | ----- | ----- | ---- | ----- | ------- | ----- | ------- |
| Ivona Dadic    | Wyniki      | 13.83 | 1.77 | 14.10 | 24.11 | 6.32 | 47.92 | 2:12.83 | 6408  |         |
| Ivona Dadic    | Punkty      | 1003  | 941  | 801   | 970   | 949  | 820   | 924     | 6408  |         |
| Verena Preiner | Wyniki      | 13.94 | 1.71 | 13.51 | 24.64 | 5.68 | 48.31 | 2:12.03 | 6050  | 7.      |
| Verena Preiner | Punkty      | 987   | 867  | 761   | 920   | 753  | 827   | 935     | 6050  | 7.      |